# Championnat d'Uruguay de football 2005-2006
Navigation
Saison précédente Saison suivante
La saison 2005-2006 du Championnat d'Uruguay de football est la cent-quatrième édition du championnat de première division en Uruguay, la première à se disputer selon le calendrier habituellement utilisé en Europe. Cette saison est une édition de transition puisqu’elle permet de passer de 18 à 16 clubs, grâce à une double relégation, à l’issue de chacun des deux tournois saisonniers.
C'est le Club Nacional de Football, tenant du titre, qui est à nouveau sacré champion d'Uruguay cette saison après avoir remporté le tournoi Clôture puis battu Rocha Fútbol Club, vainqueur du tournoi Ouverture. Il s’agit du 41e titre de champion d'Uruguay de l’histoire du club.

## Qualifications continentales
Le vainqueur du tournoi Ouverture se qualifie pour la Copa Libertadores 2006 tout comme le premier du classement cumulé de l’année 2005 (édition précédente et tournoi Ouverture). Le champion d’Uruguay et les deux premiers de la Copa Artigas obtiennent leur billet pour la Copa Libertadores 2007 alors que les 3e et 4e se qualifient pour la Copa Sudamericana 2006.

## Les clubs participants
| - Club Atlético Peñarol - Defensor Sporting Club - Club Nacional de Football - Club Sportivo Miramar Misiones - Rocha Fútbol Club - Club Atlético Rentistas - Tacuarembó Fútbol Club - Centro Atlético Fénix - Liverpool Fútbol Club | - Danubio Fútbol Club - CA River Plate - Montevideo Wanderers Fútbol Club - Club Atlético Plaza - Paysandú Fútbol Club - Club Deportivo Colonia - Club Atlético Cerro - Club Sportivo Cerrito - Rampla Juniors Fútbol Club |

## Compétition
Le barème utilisé pour établir le classement est le suivant :
- Victoire : 3 points
- Match nul : 1 point
- Défaite : 0 point

### Tournoi Ouverture
| Rang | Équipe                         | Pts | J  | G  | N | P  | Bp | Bc | Diff |
| ---- | ------------------------------ | --- | -- | -- | - | -- | -- | -- | ---- |
| 1    | Rocha Fútbol Club              | 33  | 17 | 10 | 3 | 4  | 37 | 25 | +12  |
| 2    | Club Nacional de Football -3   | 31  | 17 | 9  | 7 | 1  | 32 | 16 | +16  |
| 3    | Danubio Fútbol Club            | 27  | 17 | 8  | 3 | 6  | 36 | 25 | +11  |
| 4    | Rampla Juniors Fútbol Club     | 26  | 17 | 8  | 2 | 7  | 35 | 25 | +10  |
| 5    | Club Deportivo Colonia         | 26  | 17 | 6  | 8 | 3  | 23 | 19 | +4   |
| 6    | Club Sportivo Cerrito          | 25  | 17 | 6  | 7 | 4  | 20 | 18 | +2   |
| 7    | Club Atlético Peñarol          | 25  | 17 | 6  | 7 | 4  | 22 | 26 | -4   |
| 8    | CA River Plate                 | 24  | 17 | 6  | 6 | 5  | 24 | 22 | +2   |
| 9    | Club Atlético Rentistas        | 24  | 17 | 7  | 3 | 7  | 21 | 22 | -1   |
| 10   | Liverpool Fútbol Club          | 22  | 17 | 5  | 7 | 5  | 19 | 18 | +1   |
| 11   | Defensor Sporting Club         | 22  | 17 | 5  | 7 | 5  | 21 | 21 | 0    |
| 12   | Club Atlético Cerro            | 22  | 17 | 5  | 7 | 5  | 23 | 25 | -2   |
| 13   | Club Atlético Plaza            | 21  | 17 | 5  | 6 | 6  | 15 | 23 | -8   |
| 14   | Montevideo Wanderers           | 20  | 17 | 4  | 8 | 5  | 27 | 32 | -5   |
| 15   | Club Sportivo Miramar Misiones | 18  | 17 | 3  | 9 | 5  | 18 | 18 | 0    |
| 16   | Tacuarembó Fútbol Club         | 17  | 17 | 4  | 5 | 8  | 13 | 21 | -8   |
| 17   | Centro Atlético Fénix          | 13  | 17 | 3  | 4 | 10 | 22 | 31 | -9   |
| 18   | Paysandú Fútbol Club           | 8   | 17 | 1  | 5 | 11 | 18 | 39 | -21  |

| Rang | Équipe                         | Pts | J  | G  | N  | P  | Bp | Bc | Diff |
| ---- | ------------------------------ | --- | -- | -- | -- | -- | -- | -- | ---- |
| 1    | Club Nacional de Football -3   | 72  | 34 | 21 | 12 | 1  | 71 | 32 | +39  |
| 2    | Defensor Sporting Club         | 63  | 34 | 17 | 12 | 5  | 54 | 34 | +20  |
| 3    | Club Atlético Peñarol          | 60  | 34 | 16 | 12 | 6  | 50 | 45 | +5   |
| 4    | Rocha Fútbol Club              | 58  | 34 | 16 | 10 | 8  | 64 | 46 | +18  |
| 5    | Danubio Fútbol Club            | 55  | 34 | 16 | 7  | 11 | 59 | 41 | +18  |
| 6    | Club Atlético Rentistas        | 48  | 34 | 13 | 9  | 12 | 51 | 47 | +4   |
| 7    | Liverpool Fútbol Club          | 47  | 34 | 12 | 11 | 11 | 45 | 43 | +2   |
| 8    | CA River Plate                 | 46  | 34 | 12 | 10 | 12 | 58 | 54 | +4   |
| 9    | Club Sportivo Cerrito          | 46  | 34 | 11 | 13 | 10 | 41 | 37 | +4   |
| 10   | Montevideo Wanderers           | 43  | 34 | 10 | 13 | 11 | 57 | 65 | -8   |
| 11   | Club Sportivo Miramar Misiones | 41  | 34 | 10 | 11 | 13 | 51 | 47 | +4   |
| 12   | Rampla Juniors Fútbol Club     | 40  | 34 | 11 | 7  | 16 | 54 | 56 | -2   |
| 13   | Club Deportivo Colonia         | 39  | 34 | 9  | 12 | 13 | 38 | 50 | -12  |
| 14   | Tacuarembó Fútbol Club         | 38  | 34 | 9  | 11 | 14 | 30 | 39 | -9   |
| 15   | Club Atlético Cerro            | 35  | 34 | 8  | 11 | 15 | 43 | 55 | -12  |
| 16   | Club Atlético Plaza            | 35  | 34 | 8  | 11 | 15 | 23 | 50 | -27  |
| 17   | Centro Atlético Fénix          | 32  | 34 | 8  | 8  | 18 | 41 | 57 | -16  |
| 18   | Paysandú Fútbol Club           | 22  | 34 | 4  | 10 | 20 | 41 | 73 | -32  |

- C’est le 2e du classement cumulé, Defensor Sporting Club qui récupère la place en Copa Libertadores 2006 car le Club Nacional de Football est déjà qualifié pour cette compétition après son titre obtenu lors de la saison précédente.

Barrage de relégation :
| Équipe 1            | Résultat | Équipe 2            | Aller | Retour |
| ------------------- | -------- | ------------------- | ----- | ------ |
| Club Atlético Plaza | 2 - 3    | Club Atlético Cerro | 2 - 2 | 0 - 1  |

- Club Atlético Plaza accompagne Centro Atlético Fénix et Paysandú Fútbol Club en Primera B. Ils sont remplacés parmi l’élite par Club Atlético Bella Vista et Central Español Fútbol Club.

### Tournoi Clôture
| Rang | Équipe                         | Pts | J  | G  | N | P  | Bp | Bc | Diff |
| ---- | ------------------------------ | --- | -- | -- | - | -- | -- | -- | ---- |
| 1    | Club Nacional de Football      | 38  | 16 | 12 | 2 | 2  | 31 | 12 | +19  |
| 2    | Defensor Sporting Club         | 35  | 16 | 10 | 5 | 1  | 34 | 15 | +19  |
| 3    | Danubio Fútbol Club            | 30  | 16 | 9  | 3 | 4  | 31 | 24 | +7   |
| 4    | Central Español Fútbol Club    | 27  | 16 | 8  | 3 | 5  | 19 | 16 | +3   |
| 5    | Liverpool Fútbol Club          | 25  | 16 | 7  | 4 | 5  | 27 | 27 | 0    |
| 6    | Club Atlético Rentistas        | 24  | 16 | 7  | 3 | 6  | 28 | 22 | +6   |
| 7    | Club Sportivo Cerrito          | 23  | 16 | 5  | 8 | 3  | 17 | 16 | +1   |
| 8    | Rampla Juniors Fútbol Club     | 23  | 16 | 6  | 5 | 5  | 24 | 29 | -5   |
| 9    | CA River Plate                 | 20  | 16 | 6  | 2 | 8  | 19 | 20 | -1   |
| 10   | Club Atlético Bella Vista      | 19  | 16 | 5  | 4 | 7  | 18 | 19 | -1   |
| 11   | Tacuarembó Fútbol Club         | 18  | 16 | 4  | 6 | 6  | 12 | 19 | -7   |
| 12   | Montevideo Wanderers           | 16  | 16 | 4  | 4 | 8  | 18 | 19 | -1   |
| 13   | Club Atlético Cerro -6         | 15  | 16 | 6  | 3 | 7  | 23 | 16 | +7   |
| 14   | Club Sportivo Miramar Misiones | 14  | 16 | 3  | 5 | 8  | 17 | 30 | -13  |
| 15   | Rocha Fútbol Club              | 12  | 16 | 3  | 3 | 10 | 18 | 29 | -11  |
| 16   | Club Deportivo Colonia         | 11  | 16 | 3  | 2 | 11 | 12 | 30 | -18  |
| 17   | Club Atlético Peñarol -12      | 7   | 16 | 5  | 4 | 7  | 20 | 25 | -5   |

| Rang | Équipe                           | Pts  | J  | G  | N  | P  | Bp | Bc | Diff |
| ---- | -------------------------------- | ---- | -- | -- | -- | -- | -- | -- | ---- |
| 1    | Club Nacional de Football -3     | 69   | 33 | 21 | 9  | 3  | 63 | 28 | +35  |
| 2    | Defensor Sporting Club           | 57   | 33 | 15 | 12 | 6  | 55 | 36 | +19  |
| 3    | Danubio Fútbol Club              | 57   | 33 | 17 | 6  | 10 | 67 | 49 | +18  |
| 4    | Central Español Fútbol Club      | 55,7 | 16 | 8  | 3  | 5  | 19 | 16 | +3   |
| 5    | Rampla Juniors Fútbol Club       | 49   | 33 | 14 | 7  | 12 | 59 | 54 | +5   |
| 6    | Club Atlético Rentistas          | 48   | 33 | 14 | 6  | 13 | 49 | 44 | +5   |
| 7    | Club Sportivo Cerrito            | 48   | 33 | 11 | 15 | 7  | 37 | 34 | +3   |
| 8    | Liverpool Fútbol Club            | 47   | 33 | 12 | 11 | 10 | 46 | 45 | +1   |
| 9    | Rocha Fútbol Club                | 45   | 33 | 13 | 6  | 14 | 55 | 54 | +1   |
| 10   | CA River Plate                   | 44   | 33 | 12 | 8  | 13 | 43 | 42 | +1   |
| 11   | Club Atlético Bella Vista        | 39,2 | 16 | 5  | 4  | 7  | 18 | 19 | -1   |
| 12   | Club Atlético Cerro -6           | 37   | 33 | 11 | 10 | 12 | 46 | 41 | +5   |
| 13   | Club Deportivo Colonia           | 37   | 33 | 9  | 10 | 14 | 35 | 49 | -14  |
| 14   | Montevideo Wanderers Fútbol Club | 36   | 33 | 8  | 12 | 13 | 45 | 51 | -6   |
| 15   | Tacuarembó Fútbol Club           | 35   | 33 | 8  | 11 | 14 | 25 | 40 | -15  |
| 16   | Club Atlético Peñarol -12        | 32   | 33 | 11 | 11 | 11 | 42 | 51 | -9   |
| 17   | Club Sportivo Miramar Misiones   | 32   | 33 | 6  | 14 | 13 | 35 | 48 | -13  |

#### Phase finale
|  | Demi-finales        | Demi-finales              | Demi-finales          | Demi-finales              |                           |                           | Finale | Finale | Finale | Finale |
|  |                     |                           |                       |                           |                           |                           |        |        |        |        |
|  |                     |                           |                       |                           |                           |                           |        |        |        |        |
|  | Vainqueur Ouverture | Rocha Fútbol Club         | 1                     | 0                         |                           |                           |        |        |        |        |
|  | Vainqueur Ouverture | Rocha Fútbol Club         | 1                     | 0                         |                           |                           |        |        |        |        |
|  | Vainqueur Clôture   | Club Nacional de Football | 4                     | 2                         |                           |                           |        |        |        |        |
|  | Vainqueur Clôture   | Club Nacional de Football | 4                     | 2                         | Club Nacional de Football | Club Nacional de Football | -      | -      |        |        |
|  |                     |                           |                       |                           | Club Nacional de Football | Club Nacional de Football | -      | -      |        |        |
|  |                     |                           | 1er classement cumulé | Club Nacional de Football | -                         | -                         |        |        |        |        |
|  |                     |                           |                       |                           | -                         | -                         |        |        |        |        |
|  |                     |                           |                       |                           |                           |                           |        |        |        |        |
|  |                     |                           |                       |                           |                           |                           |        |        |        |        |
|  |                     |                           |                       |                           |                           |                           |        |        |        |        |

### Copa Artigas
Les six équipes qualifiées s’affrontent pour déterminer les quatre représentants uruguayens en compétition continentale. Les deux premiers participeront à la Copa Libertadores 2007 tandis que les 3e et 4e iront à la Copa Sudamericana 2007.
| Rang | Équipe                      | Pts | J | G | N | P | Bp | Bc | Diff |
| ---- | --------------------------- | --- | - | - | - | - | -- | -- | ---- |
| 1    | Defensor Sporting Club      | 11  | 5 | 3 | 2 | 0 | 9  | 3  | +6   |
| 2    | Danubio Fútbol Club         | 10  | 5 | 3 | 1 | 1 | 16 | 7  | +9   |
| 3    | Club Nacional de Football   | 8   | 5 | 2 | 2 | 1 | 8  | 6  | +2   |
| 4    | Central Español Fútbol Club | 7   | 5 | 2 | 1 | 2 | 5  | 9  | -4   |
| 5    | Club Atlético Rentistas     | 4   | 5 | 1 | 1 | 3 | 9  | 11 | -2   |
| 6    | Rampla Juniors Fútbol Club  | 1   | 5 | 0 | 1 | 4 | 3  | 14 | -11  |

|  | Qualification pour la Copa Libertadores 2007 |
|  | Qualification pour la Copa Sudamericana 2006 |

## Bilan de la saison
| Championnat d'Uruguay de football 2005-2006 |                                       |
| Champion                                    | Club Nacional de Football (41e titre) |
| Qualifications continentales                |                                       |
| Copa Libertadores 2006                      | Rocha Fútbol Club                     |
| Copa Libertadores 2006                      | Defensor Sporting Club                |
| Copa Libertadores 2007                      | Club Nacional de Football             |
| Copa Libertadores 2007                      | Defensor Sporting Club                |
| Copa Libertadores 2007                      | Danubio Fútbol Club                   |
| Copa Sudamericana 2006                      | Club Nacional de Football             |
| Copa Sudamericana 2006                      | Central Español Fútbol Club           |
| Promotions et relégations                   |                                       |
| Promus en Primera División                  | Club Atlético Progreso                |
| Relégués en Primera B                       | Club Atlético Cerro                   |
| Relégués en Primera B                       | Club Deportivo Colonia                |